# Verne Reynolds
Verne Reynolds (Lyons (Kansas), 18 juli 1926 – 28 juni 2011) was een Amerikaans componist, muziekpedagoog en hoornist.

## Levensloop
Reynolds kreeg zijn eerste lessen voor piano bij Arvid Wallin en hij zong ook in een schoolkoor mee, dat door Wallin gedirigeerd werd. Op 13-jarige leeftijd volgde hij hoornlessen bij de dirigent van het harmonieorkest van zijn High School in Lindsborg. Na de High School was hij bij de United States Navy en speelde aldaar piano in een dansorkest en hoorn in de militaire kapel van het regiment. Vanaf 1946 studeerde hij aan het Cincinnati College-Conservatory of Music (CCM) in Cincinnati (Ohio) onder andere hoorn bij Gustav Albrecht. Tijdens zijn studie werkte hij van 1947 tot 1950 als hoornist in het Cincinnati Symphony Orchestra. Verder wisselde hij het hoofdstudievak van piano tot compositie. In Cincinnati (Ohio) behaalde hij in 1950 zijn Bachelor of Music. Vanaf 1951 studeerde hij aan de Universiteit van Wisconsin in Madison en behaalde zijn Master of Music. Met een studiebeurs van de Fulbright Foundation kon hij in 1953 en 1954 aan het Royal College of Music te Londen bij Frank Probyn in de hoornklas gaan studeren.
Als docent werkte hij aan het Cincinnati College-Conservatory of Music (CCM) in Cincinnati (Ohio) (1949-1950), aan de Universiteit van Wisconsin in Madison (1950-1953) en aan de Indiana University in Bloomington (Indiana) (1954-1959). Van 1959 tot 1995 was hij professor voor hoorn aan de befaamde Eastman School of Music in Rochester (New York). Hij was de oprichter van het Eastman Brass Quintet en maakte met dit ensemble vele opnames op langspeelplaten, cd's en voor de omroeporganisaties. Van 1959 tot 1968 was hij eerste hoornist in het Rochester Philharmonic Orchestra en eveneens lid van het American Woodwind Quintet.
Als componist begon hij in 1950 en zijn eerst gepubliceerd werk Theme and Variations, voor koperensemble won in 1950 de Thor Johnson Brass Award. Hij publiceerde meer dan zestig werken. Zijn compositorische stijl laat zich in drie periodes indelen: 1950 tot 1960 beïnvloed door Paul Hindemith, late jaren 1960 tot vroege jaren 1970 Dodecafonie (twaalftoonstechniek), vanaf het midden van de jaren 1970 gebruikte hij iedere techniek, die hij kende. Zijn boek The Horn Handbook (1996) weerspiegelt zijn hele ervaring als muziekpedagoog en hoornist. In 1994 werd hij erelid van de International Horn Society (IHS).

## Composities

### Werken voor orkest
- Serenade, voor hoorn en strijkorkest

### Werken voor harmonieorkest
- 1966 Concerto, voor piano en harmonieorkest
- 1971 Scenes
- 1977 Scenes revised
- 1979 Last Scenes, voor hoorn solo en harmonieorkest
- 1980 Concerto
- 1998 Concerto, voor piano en harmonieorkest
  1. Dramatic and Lyric
  2. Capriccio
  3. Patterns and Variations

### Vocale muziek
- Songs of Seasons, voor sopraan, hoorn en piano

### Kamermuziek
- 1950 Theme and Variations, voor koperensemble
- 1968 Elegies, voor hobo en piano
- 1971 Suite, voor koperkwintet
- 1964 Sonata, voor hoorn en piano
- 1973 Cantos nr. 1, voor dubbel hoorn-koor
- 1973 Cantos nr. 2, voor dubbel hoorn-koor
- 1973 Cantos nr. 3, voor dubbel hoorn-koor
- 1973 Cantos nr. 4, voor dubbel hoorn-koor
- 1976 Signals, voor trompet en tuba
- 1981 Calls and Echoes, voor trompet
- 1990 Divertimento, voor blazerskwintet en slagwerk
- Calls, voor twee hoorns
- Centone 1, voor koperkwintet
- Centone 2, voor koperkwintet
- Centone 4, voor koperkwintet
- Centone 5, voor koperkwintet
- Centone 7, voor koperkwintet
- Centone 8, voor koperkwintet
- Centone 9, voor koperkwintet
- Centone 11, voor koperkwintet
- Centone 12, voor koperkwintet
- Concertare 1, voor koperkwintet en slagwerk
- Concertare 4, voor koperkwintet en piano
- Divertimento, voor hobo, hoorn en piano
- Elegy, voor hoorn en piano
- Fantasy Etudes, voor trompet en piano
- Fantasy-Etudes
  1. Dialogue voor vibrafoon en fagot
  2. Caprice voor tom-tom en fagot
  3. Rhapsody voor bells, fagot en chimes
  4. Intermezzo voor claves en fagot
  5. Reminiscence voor 2 chimes, 2 vibrafoons en fagot
- Four Caprices, voor klarinet
- Horn Vibes, voor hoorn en vibrafoon
- Madrigal, Catches and Glees: Epitaph, voor trompet
- Music for 5 Trumpets
  1. Allegro
  2. Andante
  3. Presto
- Partita, voor hoorn en piano (of orgel)
- Short Suite, voor vier hoorns
- Solus, voor trompet
- Sonata, voor dwarsfluit en piano
- Sonata, voor tuba en piano
- Suite, voor koperkwintet
- Trio, voor trompet, hoorn en trombone
- Zes duetten, voor hoorn en trombone

### Werken voor piano
- Florilegium Vol. 1, 2 and 3

### Pedagogische werken
- 48 Etudes, voor hoorn
- 150 Intonation Exercises for Brass, voor trompet 1 en 2, hoorn, trombone en tuba
- Intonation Exercises for Two Horns

## Publicaties
- The Horn Handbook, Amadeus Press, 1996. 258 p., ISBN 978-1-57467-016-5